# Закария I Дзагеци
Закария I Дзагеци (арм. Զաքարիա Ա Ձագեցի) — армянский церковно-государственный деятель IX века, Католикос всех армян в 854/55—876/77 годах.

## Жизнь и деятельность
Родился в селе Дзаг области Котайк в начале IX века. О ранней стадии жизни ничего не известно. В 854/55 году в течение одного дня был рукоположён в диакона, в иерея, в епископа и стал католикосом. Способствовал восстановлению армянской государственности, сыграл заметную роль в укреплении позиций Ашота Багратуни и улучшении отношений между арабскими правителями Армении и местной знатью. Активно занимался восстановлением церковного общения между Арменией и Византией, состоял в переписке с Константинопольским патриархом Фотием (эти письма не дошли до наших дней, но об их содержании частично известно из сочинений армянских историков X—XIII веков). В 862 году созвал Ширакаванский собор, на котором предложение Фотия принять решения Халкидонского собора было категорически отвергнуто. В 875 году созвал ещё один собор, в котором приняли участие как епископы, так и нахарары. На этом соборе было принято решение о провозглашении независимости Армении, что вызвало очередной кризис в отношениях с Арабским халифатом, однако попытки мусульман подавить армянское сопротивление закончились провалом и вскоре (в 885  году) Ашот Багратуни был признан царём Армении. Умер в 876 или 877 году в Двине, там же был похоронен.
Написал 25 гомилий, большинство из которых не опубликовано (полностью опубликован лишь «Энкомий на воскресение Христа», а также отрывки из гомилии «К великому дню погребения Господа Иисуса Христа»). В основном они предназначались для чтения во время праздников и были написаны высоким стилем с употреблением многочисленных риторических фигур. Эти произведения, помимо теологического значения, представляют интерес и для изучения древнеармянского языка, ввиду богатого и своеобразного лексикона Закарии. Пользовался трудами Феофила, Егише, Григория Богослова, Василия Кесарийского, Епифания Кипрского, а также Евангелием от Никодима. Был одним из основных редакторов церковного сборника «Тонапатчар».

## Память
Жизнь и деятельность Закарии легли в основу исторического романа «Дни Закарии Дзагеци» (арм. «Զաքարիա Ձագեցու օրերը», 1904 г.) армянского писателя Ханзаде.